# Opisthopsis diadematus
Opisthopsis diadematus é uma espécie de formiga do gênero Opisthopsis, pertencente à subfamília Formicinae.